# دمی لامبورن
دمی لامبورن (انگلیسی: Demi Lambourne؛ زادهٔ ۳۰ آوریل ۱۹۹۶) بازیکن فوتبال اهل انگلستان است که در پست دروازه‌بان برای باشگاه کریستال پالاس در مسابقات قهرمانی زنان انگلستان به صورت قرضی از باشگاه لسترسیتی در سوپر لیگ زنان انگلستان بازی می‌کند،  